# Meta Velander

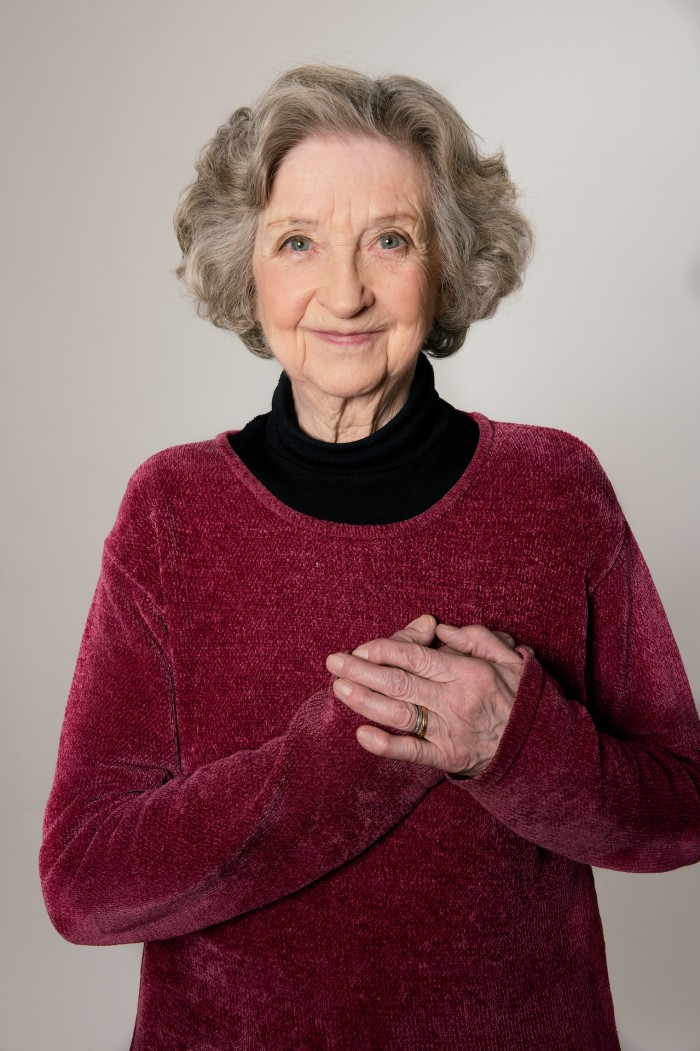
Meta Velander (2014)

Eva Margareta „Meta“ Velander (* 13. August 1924 in Djursholm, Gemeinde Danderyd; † 16. Mai 2025 in Stockholm) war eine schwedische Schauspielerin.

## Leben und Wirken
Meta Velander wuchs als Tochter des Professors für Elektrotechnik Edy Velander und der Lehrerin Maj Halle (1893–1984) gemeinsam mit einer Schwester in Stockholm auf. Ihre Großmutter väterlicherseits war die Pädagogin Jenny Velander (1866–1938).
Nach ihrer Schulzeit absolvierte Velander von 1942 bis 1946 eine professionelle Schauspielausbildung an einer Schauspielschule in Stockholm. Als Schauspielerin vor der Kamera wirkte Velander von 1945 bis 2020 in über 60 Film-und-Fernsehproduktionen mit.
Daneben war sie zeitweise auch als Bühnendarstellerin an verschiedenen Theaterhäusern tätig, unter anderem auch am Königlichen Dramatischen Theater in Stockholm. Velander war auch als Synchronsprecherin für Zeichentrickfilme und Animationsfilme aktiv, wie beispielsweise für Die Schöne und das Biest, Neues von Pettersson und Findus oder Die Unglaublichen – The Incredibles.
Im deutschsprachigen Raum wurde Velander unter anderem von Doris Gallart und Maddalena Kerrh synchronisiert.
Meta Velander war von 1949 bis zu seinem Tod im Jahr 2014 mit dem Schauspieler und Bühnenbildner Ingvar Kjellson (1923–2014) verheiratet. Aus der Ehe gingen eine Tochter (* 1953) und ein Sohn (* 1956) hervor. Meta Velander starb am 16. Mai 2025 im Alter von 100 Jahren.

## Filmografie (Auswahl)
- 1945: Kungliga patrasket
- 1958: Fuhrmann des Todes (Körkarlen)
- 1964: Liebende Paare (Älskande par)
- 1967: Ich – seine Geliebte (Bränt barn)
- 1969: Pippi Langstrumpf (Fernsehserie, Folge 1x03)
- 1969: Pippi Langstrumpf (Pippi Långstrump, Kinoversion der Serie)
- 1970: Das rote Zimmer (Röda rummet, Miniserie)
- 1972: Der Mann, der sich das Rauchen abgewöhnte (Mannen som slutade röka)
- 1974: Huset Silfvercronas gåta (Miniserie, 6 Folgen)
- 1977: Tabu
- 1980: Der Mann, der sich in Luft auflöste (A svéd, akinek nyoma veszett)
- 1981–1982: Svenska Sesam (Fernsehserie, 30 Folgen)
- 1984: Samson & Sally (Samson og Sally, Stimme)
- 1988: Xerxes (Miniserie, Folge 1x03)
- 1990: Exit (Kurzfilm)
- 1991: Agnes Cecilia (Agnes Cecilia – en sällsam historia)
- 1993: Allis med is (Miniserie, 3 Folgen)
- 1994: Zorn
- 1996–1997: Rederiet (Fernsehserie, 4 Folgen)
- 1999: Gösta & Olivia (Kurzfilm)
- 2000: Neues von Pettersson und Findus (Pettson & Findus – Kattonauten, Stimme von Elsa)
- 2001: Deadline – Terror in Stockholm (Sprängaren)
- 2010: Dear Alice (För kärleken)
- 2013: Passagerare
- 2014: Der vierte Mann (Den fjärde mannen, Miniserie)
- 2016: Kommissar Beck – Die neuen Fälle (Fernsehserie, Folge 34 Zahltag)
- 2020: Einfach Liebe – Onlinedates und Neuanfänge (Älska mig, Fernsehserie, 2 Folgen)